# RNF225
RNF225 (англ. Ring finger protein 225) – білок, який кодується однойменним геном, розташованим у людей на довгому плечі 19-ї хромосоми. Довжина поліпептидного ланцюга білка становить 329 амінокислот, а молекулярна маса — 34 789.
| 10         |  | 20         |  | 30         |  | 40         |  | 50         |
| ---------- |  | ---------- |  | ---------- |  | ---------- |  | ---------- |
| MPCPRPFWLR |  | HSRAPQGSGP |  | SSPGSLSAPR |  | SPSRGEDQEE |  | EEEEEGDGSP |
| GSGPILPPAS |  | PVECLICVSS |  | FDGVFKLPKR |  | LDCGHVFCLE |  | CLARLSLATA |
| GGGNAVACPV |  | CRAPTRLAPR |  | RGLPALPTQS |  | GLLPRDARAP |  | PSRQGSVRFD |
| RRRGLLYLRP |  | PPPPPGPRKA |  | RAPPPPPPLR |  | LGRPLSRRLS |  | LASPAWVFNA |
| AVALAVLVAA |  | GLVVSGVYIF |  | FLIPHATSSG |  | PPRPQLVALA |  | PAPGFSWFPP |
| RPPPGSPWAP |  | AWTPRPTGPD |  | LDTALPGTAE |  | DALEPEAGPE |  | DPAEAERTLD |
| RRSDGTWGTE |  | AGPGWAPWPR |  | GARRLWGSQ  |  |            |  |            |

A: Аланін

C: Цистеїн

D: Аспарагінова кислота

E: Глутамінова кислота

F: Фенілаланін

G: Гліцин

H: Гістидин

I: Ізолейцин

K: Лізин

L: Лейцин

M: Метіонін

N: Аспарагін

P: Пролін

Q: Глутамін

R: Аргінін

S: Серин

T: Треонін

V: Валін

W: Триптофан

Білок має сайт для зв'язування з іонами металів, іоном цинку. 
Локалізований у мембрані.